# Verbesina chapmanii
Verbesina chapmanii là một loài thực vật có hoa trong họ Cúc. Loài này được J.R.Coleman miêu tả khoa học đầu tiên năm 1972.